# Владимир II
Владимир II Мономах е велик княз на Киевска Рус от 1113 до 1125. Наследява своя братовчед Святополк II и от своя страна е наследен от сина си Мстислав I.
Единственият писмен източник за ранната история на Киевска Рус, „Начална руска летопис“, е запазен във варианти, изготвени в двора на Владимир Мономах и неговия наследник. В допълнение към това провизантийската външнополитическа ориентация му донася трайното одобрение на православната църква и той е описван в хрониките в много благоприятна светлина.

## Живот
Той е син на Всеволод I и Ирина, дъщеря на византийския император Константин IX Мономах, чието прозвище приема.
От ранна възраст Владимир Мономах се проявява като енергичен военачалник. През 1078 той помага на баща си и чичо си, великия княз Изяслав I, да прогонят от Чернигов братовчед му Олег Святославич, след което поема управлението на града. Проявява се и във войните срещу куманите, а през последните години от живота на Всеволод I практически управлява от негово име.
След смъртта на баща си Всеволод I Владимир Мономах признава за наследник своя братовчед Святополк II. Той се отказва от управлението на Чернигов и го заменя с Переяслав. В същото време управлява и по-отдалечени области на североизток, включително градовете Ростов и Суздал. Там той основава няколко града, сред които наречения на негово име Владимир, където по-късно е пренесена столицата на великите князе. След смъртта на Святополк II Владимир Мономах е обявен от гражданите на Киев за велик княз.
Владимир Мономах се жени три пъти – първо за Гита Уесекска, дъщеря на краля на Англия Харолд Годуинсън, след това за византийска благородничка и накрая за дъщеря на кумански хан. От първия му брак се раждат Мстислав и Ярополк, следващите двама велики князе. Сред децата му от втория брак са Юрий Дългоръки, основателят на Москва, Евфемия, женена за унгарския крал Калман, и Мария, женена за Лъв Диоген, претендент за византийския трон.

- Владимир II Мономах
- Завещание на Владимир Мономах, 1125. Литография по творбата на художника Борис Чориков. 1836 год Владимир II